# Фил Колсон
Филлип Колсон (англ. Phillip J. Coulson) — персонаж Кинематографической вселенной Marvel, включающей в себя несколько фильмов о супергероях издательства Marvel Comics. Колсон в исполнении актёра Кларка Грегга впервые появился в фильме «Железный человек» в мае 2008 года в качестве агента вымышленной секретной организации Щ.И.Т. После фильма Грегг подписал контракт с Marvel Studios на съёмки в нескольких фильмах в этой роли, и в дополнение к «Железному человеку» появился в фильме «Железный человек 2» и «Тор», а также появился в фильме Джоса Уидона «Мстители» и стал одним из персонажей нескольких цифровых комиксов и короткометражных фильмов в рамках кинематографической вселенной Marvel. Грегг озвучил своего персонажа в анимационном сериале «Великий Человек-паук», который вышел 1 апреля 2012 года. Вскоре персонаж Грегга Фил Колсон получил полноценный сериал «Агенты „Щ.И.Т“». Пилот сериала стартовал 24 сентября 2013 года. В последнем эпизоде первого сезона сериала Ник Фьюри назначает его новым директором Щ.И.Т.а.

## Кинематографическая вселенная Marvel

### Фильмы
Агент Колсон был представлен в фильме «Железный человек», в котором он пытается расспросить Тони Старка о его пленении в Афганистане. Он также является одним из нескольких агентов, которые сопровождают Пеппер Поттс в попытке арестовать Обадайю Стейна, как только стала известна его преступная деятельность. В «Железном человеке 2» Колсону поручено некоторое время наблюдать за Старком, прежде чем его назначают расследовать кризис в Нью-Мексико. Как в сцене после титров этого фильма, так и в «Торе» показано, что задание Колсона вращается вокруг открытия молота Тора в пустыне Нью-Мексико. Колсону удаётся сформировать союз между «Щ.И.Т.ом» и Тором. В «Мстителях» Колсона смертельно ранит Локи, что директор «Щ.И.Т.» Ник Фьюри использует, чтобы мотивировать Мстителей. «Капитан Марвел», действие которого происходит в 1990-х годах, изображает Колсона как агента-новичка из «Щ.И.Т.а», который тесно сотрудничает с Фьюри.

### Комиксы
Колсон появляется во всех комиксах, связанных с КВМ, в ролях второго плана, действуя в качестве агента «Щ.И.Т.», как он делает в фильмах.

### Короткометражные фильмы
В короткометражке Marvel One-Shots «Консультант», действие которого происходит после «Невероятного Халка», Колсон и его коллега агент Джаспер Ситуэлл препятствуют добавлению Эмиля Блонски в список Мстителей. В «Забавном случае на пути к молоту Тора» Колсон вступает в драку по пути из лаборатории Старка в «Железном человеке 2» к молоту Тора в «Торе».

### Телевидение
В «Агентах „Щ.И.Т.“» Фьюри вернул Колсона к жизни с помощью проекта Т.А.И.Т.И., который должен был вернуть мёртвого Мстителя к жизни с помощью GH-325, препарата, полученного из древнего трупа Крии, который «Щ.И.Т.» приобрёл в прошлом. Однако у подопытных пациентов развились психоз и гиперграфия, поэтому Колсон закрыл проект, а Фьюри заменил воспоминания Колсона, чтобы он мог жить здоровой жизнью. После своего воскрешения Колсон собирает команду агентов, чтобы путешествовать по миру и разбираться с новыми странными случаями. За это время, как выяснилось, «Гидра» проникла в «Щ.И.Т.», что привело к уничтожению последнего. Фьюри назначает Колсона новым директором «Щ.И.Т.» и поручает ему перестроить агентство «правильным способом».
Причастность Колсона к инопланетным материалам приводит к фракции агентов «Щ.И.Т.» во главе с Робертом Гонсалесом, которые не доверяют секретам и сверхлюдям, пытающимся захватить молодую организацию, но Колсон убеждает их позволить ему остаться директором после того, как помог спасти сотни гражданских лиц. Вместе они побеждают фракцию нелюдей, хотя при этом Колсон теряет руку.
Позже Колсон вступает в романтические отношения с Розалиндой Прайс, лидером анти-нелюдской правительственной целевой группы под названием Особая группа по предотвращению угрозы (ОГПУ), вплоть до её смерти от рук Гранта Уорда, агента «Гидры», который ранее работал с Колсоном. Колсон мстит, раздавливая грудь Уорда своей протезной рукой.
После подписания Заковианского договора, «Щ.И.Т.» вновь узаконен, когда всё ещё официально мёртвый Колсон был заменён на посту директора Джеффри Мейсом, хотя в конечном итоге ему удаётся вернуть себе командование операциями, в то время как Мейс служит публичным лицом «Щ.И.Т.а». После того, как искусственный интеллект АИДА пытается захватить мир, Колсон позволяет себе ненадолго стать Призрачным гонщиком, чтобы победить её.
Колсона и его товарищей по команде позже похищают и отправляют в будущее, чтобы предотвратить вымирание человечества. После их возвращения его команда обнаруживает, что Призрачный гонщик прожёг GH-325, который поддерживал жизнь Колсона, заставляя его медленно умирать с тех пор. Несмотря на все усилия команды спасти его, Колсон в конечном счёте решает покинуть «Щ.И.Т.» и прожить остаток своей жизни на Таити с Мелиндой Мэй, с которой у него сложились романтические отношения.
Пока команда, особенно Мэй и новый директор Мак, оплакивают Колсона, они обеспокоены прибытием хладнокровного Сержанта, инопланетянина, который физически и генетически идентичен Колсону. Позже они узнают, что тело Сержанта было создано в результате несчастного случая с участием трёх Монолитов, изменяющих реальность, и было заселено сущностью Пачакутик тысячи лет назад, потерявшей как свои, так и воспоминания Колсона, прежде чем стать Сержантом. Мак и Дейзи убивают Пачакутика, чтобы предотвратить конец света, но команда вынуждена спасаться от атаки кибернетических инопланетных хроникомов. Чтобы бороться с ними, учёные из «Щ.И.Т.а» Лео Фитц и Джемма Симмонс создают улучшенную Жизнеспособную модель Колсона, чтобы направлять их в путешествии по прошлому «Щ.И.Т.а», начиная с 1930-х годов.
ЖСМ Колсона помогает команде помешать хроникомам изменить историю, одновременно справляясь с его существованием как нечеловеческого существа. Через год после поражения хроникомов Колсон берёт творческий отпуск, чтобы путешествовать по миру в реконструкции своего красного Chevrolet Corvette 1962 года, Лолы.

### Мультсериал
Несколько альтернативных версий Колсона появляются в мультсериале «Что, если…?», где к своей роли вернулся Грегг.

#### Гибель Мстителей
В альтернативном 2011 году Колсон становится свидетелем убийств пяти кандидатов Инициативы Мстителей и, вместе с Ником Фьюри, расследует того, кто стоит за убийствами.

#### Прекращение вечеринки Тора
В другом альтернативном 2011 году Колсон помогает Марии Хилл, исполняющей обязанности директора «Щ.И.Т.», в попытке остановить вышедшую из-под контроля вечеринку, организованную Тором.

### Цифровой сериал
После ухода с поста директора «Щ.И.Т.» после третьего сезона «Агентов „Щ.И.Т.“», Колсон появляется в «Йо-Йо», чтобы дать совет активу «Щ.И.Т.а» Елене «Йо-Йо» Родригес.

## Marvel Comics

### «Battle Scars»
Фил Колсон впервые появился в основной Вселенной Marvel в комиксе Кристофера Йоста, Мэтта Фрэкшна и Каллена Банна «Battle Scars» #6 (апрель 2012) в роли товарища по команде Рейнджеров Ника Фьюри-мл. по прозвищу «Чиз». Позже выяснилось, что им является Колсон после того, как он последовал за Фьюри, присоединившись к «Щ.И.Т.у». Колсон продолжал появляться в других комиксах, созданных в основной Вселенной, в том числе в серии 2013 года «Secret Avengers» Ника Спенсера и Люка Росса и в серии 2014 года «Thor: God of Thunder».

### «S.H.I.E.L.D.» том 3
В июле 2014 года на San Diego Comic-Con International, Marvel Comics объявила о продолжающейся серии под названием «S.H.I.E.L.D.», действие которой будет происходить в основной Вселенной Marvel, и которая была написана Марком Уэйдом, начиная с декабря 2014 года. Серию возглавляет Колсон, и в ней происходит каноническое введение персонажей, которые произошли из «Агентов „Щ.И.Т.“», на что Уэйд сказал: «Это наш шанс ввести множество других персонажей во Вселенную Marvel и придать им поворот в стиле Вселенной Marvel». Уэйд описал серию как «сделанную в одном. У Колсона и его команды есть миссия, и если нам нужен кто-то для миссии, каждый во Вселенной Marvel доступен в качестве потенциального агента». В этой серии Колсон является Верховным главнокомандующим специальными операциями для «Щ.И.Т.» под руководством директора Марии Хилл.

### «Deadpool» том 6
Он появился в «Deadpool», помогая агенту «Щ.И.Т.» Престону и платя Дэдпулу за его более ранние услуги «Щ.И.Т.у». Во время события «Secret Empire» Колсон узнаёт, что Стив Роджерс участвовал в привлечении Читаури для вторжения на Землю, и впоследствии был застрелен с неба и убит Дэдпулом по приказу Роджерса.

### «Avengers» том 8
Фил Колсон позже оказался живым и появился в качестве члена Властвующей элиты, где он встречается с Громовержцем Россом, чтобы поговорить о том, чтобы Мстители вышли на глобальный уровень. Колсон заявляет Россу, что он собрал Верховный Эскадрон Америки, чтобы они стали санкционированными супергероями США, и теперь выражает сильную ненависть к «героям», таким как Капитан Америка и Дэдпул.
Верховный Эскадрон Америки, как выяснилось, является симулякрами, созданными Мефисто и запрограммированными Властвующей элитой, чтобы Фил Колсон мог сделать их командой супергероев, спонсируемой США, так как Колсон отправился в ад после своей смерти за неуказанные военные преступления и заключил сделку с Мефисто, чтобы его вернули к жизни. Во время сюжетной линии «War of the Realms» Колсон вызывает Верховный Эскадрон Америки для борьбы с вторгшимися Ледяными великанами. После того, как Верховный Эскадрон Америки заставил Ледяных великанов отступить, Фил Колсон отправляет их в Огайо, который стал полем битвы.
В Пентагоне Фил Колсон получает информацию о злоумышленнике на подуровне 7 от ЖСМ Ника Фьюри, когда выясняется, что это Чёрная пантера. Отметив, что Верховный Эскадрон загнал Ледяных великанов в Канаду, Чёрная пантера спрашивает Колсона, знает ли Верховный Эскадрон Америки, что он убийца, Колсон цитирует: «Почему бы тебе не спросить их самих?» Верховный Эскадрон вызван, чтобы противостоять Чёрной пантере. Гиперион заявляет, что Верховный Эскадрон является санкционированной командой супергероев США в свете того, что «Мстители» стали антиамериканской командой. Когда Ночной Ястреб заявляет, что Чёрная пантера не будет бежать, так как он находится под арестом, Чёрная пантера заявляет им, что он не знает, как они получили свои силы, и что они не являются Верховным Эскадроном, и он даже спросил, доверяют ли они Филу Колсону. Прежде чем они успевают схватить его, Чёрная пантера связывается с Бру, чтобы телепортировать его. Когда он исчезает, Чёрная пантера заявляет, что Фил Кулсон не будет отвечать на их вопросы и что Мстители не являются их врагами, если они не заставят их быть ими.

### «Heroes Reborn»
В «Heroes Reborn» Колсон использует Куб Пандемониума, чтобы переписать реальность во имя Мефисто, стереть Мстителей из существования и сделать себя президентом США, наблюдая за борьбой между Гиперионом и Доктором Джаггернаутом. После того, как его роль в изменении реальности раскрыта, Колсон сталкивается с Капитаном Америкой в рукопашном бою, высмеивая его влияние на американскую политику. После поражения и восстановления реальности Мефисто заключает Колсона в Кубе Пандемониума в качестве наказания и предстал перед Красным Советом, собранием вариантов Мефисто из 615 других вселенных.

## Концепция и создание
Агент Колсон был одним из тех персонажей, которые не появлялись в комиксах, и начал с небольшой роли в «Железном человеке». И мне просто очень повезло, что они решили расширить этого персонажа и поместить его больше во вселенную этого.
Агент Фил Колсон был создан Марком Фергусом, Хоуком Остби, Артом Маркамом и Мэттом Холлоуэем для «Железного человека», первого полнометражного фильма в КВМ. Колсон был первым агентом «Щ.И.Т.», представленным в КВМ, и его роль исполнил Кларк Грегг, которому предложили сделку на три картины. Грегг первоначально возражал против этого из-за того, что персонаж изначально был известен только как «Агент» и имел несколько реплик, но признал план Marvel для взаимосвязанной вселенной; в конечном итоге персонажу дали фамилию «Колсон» в честь Дэнни Колсона, чья книга «No Heroes: Inside The FBI’s Secret Counter-Terror Force» использовалась в качестве ссылки на диалоги для «Железного человека». Грегг продолжил играть персонажа в фильмах «Железный человек 2», «Тор» и «Мстители», в последнем из которых ему дали имя «Фил».
На протяжении всех фильмов Колсон обычно представлен как второстепенный персонаж главных героев и используется для представления присутствия «Щ.И.Т.» до такой степени, что Грегг описал Колсона как «агента „Щ.И.Т.“». Однако для короткометражек Marvel One-Shots «Консультант» и «Забавный случай на пути к молоту Тора», Колсону предоставляется «шанс хоть раз оказаться в центре внимания». Это был «естественный» шаг для сопродюсера Брэда Виндербаума, который хотел «нарисовать картину того, как „Щ.И.Т.“ дёргает за ниточки и несёт ответственность за некоторые события, которые мы видели в фильмах. Какой персонаж представит эту идею лучше, чем агент Колсон, первый агент „Щ.И.Т.“, с которым нас познакомили?»
На New York Comic Con 2012 Джосс Уидон и Кевин Файги объявили, что Грегг будет исполнять главную роль Колсона в сериале «Агенты „Щ.И.Т.“», несмотря на то, что персонаж умирает в «Мстителях», причём Уидон сказал: «Он возглавляет шоу „Щ.И.Т.“ и всегда это делал». Грегг сказал о объяснении Уидоном воскрешения Колсона: «Я нашёл это настолько увлекательным и настолько верным миру комиксов и мифологии в целом, как я их понимаю, что я сразу же был в деле». Что касается объёма творческого вклада, который он вносит в персонажа в сериале, Грегг сказал: «Я встречаюсь [с шоураннерами] один или два раза в год и говорю о том, какие есть большие идеи… Они действительно реагируют на тот факт, что я общаюсь с этим человеком на четыре-пять лет дольше, чем они, но… У меня нет претензий к тому, что они делают».
Художник по костюмам «Агентов „Щ.И.Т.“» Энн Фоули описала Колсона как «человека компании», одетого в костюмы в «палитре „Щ.И.Т.“ — серый, чёрный и тёмно-синий с чётким, но тонким рисунком». Фоули отметила «тонкие изменения» в костюмах Колсона в сериале из фильмов, такие как обтекаемые костюмы и «более гладкие» галстуки, «теперь, когда [он] вернулся после того, как его „убил“ Локи». После того, как Колсону отрубили руку в финале второго сезона, что было реализовано с помощью механического топора, прорубившего «искусственную руку, сделанную из рубца, обёрнутого вокруг куриного бедра», Грегг описал это как «тяжёлое… одна из тех вещей, когда у вас возникают практические трудности, с которыми сталкивается ваш персонаж. Люди передавали мне вещи, например файлы, и я действительно не мог открыть их, не используя свой нос». Эта проблема практичности продолжилась с протезом руки, который впоследствии должен был использовать Колсон, и Грегг сказал: «Реальность информирует об этом. Действительно трудно понять, как пользоваться этим протезом, и именно это переживает Фил Колсон… Я надеюсь, что в какой-то момент это изменится». Грегг также отметил, что в третьем сезоне Колсон будет носить более повседневную одежду, отчасти потому, что «кажется, он даже не может завязать галстук» своей новой рукой. Протез руки развивается на протяжении всего сезона, причём более поздняя итерация проецирует энергетический щит, вдохновлённый аналогичным, используемым в комиксах Капитаном Америкой. Энергетический щит создал Cosa, один из поставщиков визуальных эффектов сериала.
Были соображения по поводу возвращения Колсона в фильмах «Железный человек 3» и «Тор 2: Царство тьмы», но персонаж больше не должен был появляться ни в каких фильмах. Уидон утверждает: «Что касается фантастики фильмов, Колсон мёртв», уточняя, что «в целом [он чувствует] аудитория „Щ.И.Т.а“ и аудитория „Мстителей“ на самом деле не обязательно являются одной и той же группой», и поэтому фильмы должны были бы снова объяснить воскрешение Колсона для аудитории, предназначенной только для фильмов, если бы он был вновь представлен. Грегг снова повторяет роль в фильме «Капитан Марвел» (2019), действие которого происходит в 1990-х годах. Грегга омолодили на компьютере на 25 лет вместе с коллегой по фильму Сэмюэлем Л. Джексоном, причём Marvel впервые сделала это для целого фильма. Однако, что касается воскрешения персонажа в каноне КВМ, главный сценарист «Локи» Майкл Уолдрон предположил, что, как следует из премьеры сериала, «Славная миссия», Колсон на самом деле умер в «Мстителях», и события «Агентов „Щ.И.Т.“» происходят в параллельной линии времени.

### Характеризация
Грегг заявил: «Я думаю об агенте Колсоне, после всех этих лет, как о парне с полной жизнью. Я думаю, что каждый день он где-то что-то делает для „Щ.И.Т.“, и всё же я не всегда знаю, что это такое... Всегда есть другой поворот. В этом он демонстрирует больше своего остроумия, а в этом он немного круче». Несмотря на то, что Колсона называют «самым узнаваемым лицом в киновселенной Marvel Comics», он изображён как «обыватель» во вселенной, полной супергероев — «клей, который связывает» персонажей вместе. Грегг объяснил своё изображение персонажа как «просто парня, ворчащего по поводу своей работы… ему поручено заниматься такими супергероями-дивами, понимаете? — О, правда, Асгард? Чувак, просто садись в машину».
Проведя столько времени впереди и в центре в «Агентах „Щ.И.Т.“», чего не так часто было в фильмах… он получил некоторую власть. Он на передовой, и какова будет цена этого?
На вопрос о том, будет ли воскресший Колсон таким же, каким был до его смерти, Грегг сказал: «Я не знаю, как вы не могли измениться, пройдя через то, через что прошёл он. Я думаю, что если бы он не пережил какие-то перемены, это не принесло бы ничего хорошего. Тем не менее, я не знаю, понимает ли он, насколько сильно он изменился». Позже, исследуя некоторые из этих изменений, Грегг заявил: «В некотором смысле он как бы обнаруживает, что он далеко не такой холодный или безжалостный, каким хотел бы быть, или каким он был. И в то же время, собирая эту команду, он чувствует, что им движут внутренние мотивы, которые он не всегда может понять, и это кажется ему очень новым».
После того, как Колсона повысили до директора «Щ.И.Т.», Грегг сказал: «Он вроде как получил работу своей мечты, о которой я даже не думаю, что он когда-либо мечтал, что ему дадут… в нём немного больше идеалистической, великодушной стороны [чем в Нике Фьюри], часть которой будет уничтожена трудными решениями, которые ему предстоит принять». Говоря о развивающемся характере отношений Колсона со своей командой, Грегг сказал: «Есть способ, которым он может позволить себе близость со всеми ними, когда они являются частью небольшого элитного отряда в Автобусе. Это отличается от того, что возможно для него как директора „Щ.И.Т.“». Обсуждая развитие персонажа Колсона в течение трёх сезонов в связи с его убийством Уорда на чужой планете, исполнительный продюсер Джеффри Белл сказал: «В первом сезоне Колсон избил бы Уорда, а затем перекинул бы его через плечо, вернул бы его на Землю и запер его. Во втором сезоне Колсон победил бы его и оставил там, на другой планете, на произвол судьбы», в то время как в третьем сезоне Колсон сделал паузу, когда портал на Землю уже закрывался, чтобы потратить время на убийство Уорда.
В четвёртом сезоне Колсона понижают до статуса полевого агента. Грегг сказал, что обоснование этого «является логичным, учитывая, что „Щ.И.Т.“ выходит из тени. Есть люди, которые захотят, чтобы их человек был главным». Он чувствовал, что Колсон на самом деле предпочёл бы это, сказав: «Я всегда чувствовал, что Колсон был самым счастливым в этой области. Ни я, ни Колсон не любили играть и слушать, пока его агенты попадали в опасные ситуации. И есть более драматические возможности, когда у вас есть босс, с которым вам приходится иметь дело».

### Альтернативные формы

#### Сержант / Пачакутик
Сержант (актёр — Кларк Грегг) — инопланетянин, который занимает тело клона Колсона, которое было создано силами Ди’Алл и отправлено на сто лет в прошлое на его родную планету, также родную для Айзель.

#### Фил Колсон (Хроником ЖСМ)
После смерти Айзель и Сержанта, Инок и хроникомы на его стороне создают Жизнеспособную модель Фила Колсона (актёр — Кларк Грегг) со всеми воспоминаниями Колсона и модифицированную с помощью технологии хроникомов.

## Реакция
В своём обзоре для первого сезона «Агентов „Щ.И.Т.“» Эван Валентайн из Collider назвал Кларка Грегга одним из лучших моментов сериала, отметив, что актёр был «одним из положительных моментов, на которые я последовательно указываю в каждом эпизоде». Валентайн заявил, что «то, что заставило нас влюбиться в персонажа от первого „Железного человека“ до его смерти в „Мстителях“, всё ещё живо и действует. Колсон умел отпускать колкости, как никто другой, в то же время включаясь на полную катушку и выражая серьёзную ярость в моменты... Грегг поднимает знамя „Щ.И.Т.а“ высоко». Рассматривая эпизод «Надписи на стене», который завершил большую часть сюжетной линии Колсона в сериале на данный момент, Кевин Фитцпатрик из Screen Crush похвалил то, как Колсон «расклеился» на протяжении всего сериала, что «подтолкнуло новоиспечённого директора в некоторые тёмные места». Эрик Голдман из IGN также положительно отозвался о «неудержимой версии Колсона», а также о более серьёзной руководящей роли, которую персонаж взял на себя во втором сезоне, с учётом того, что Голдман посчитал решение Колсона в эпизоде «Дружба и влияние на людей», что Донни Гилл «либо пойдёт с ними, либо должен был быть убран», особенно заметным.

## Другие появления

### Анимация
- Колсон появляется в эпизодической роли в эпизоде «Extremis» в мультсериале «Железный человек: Приключения в броне» в качестве одного из агентов «Щ.И.Т.», который сталкивается и подвергается нападению недавно мутировавшего агента-отступника Маллена.[73]
- На San Diego Comic-Con International 2011 было объявлено, что Грегг вернётся, чтобы озвучить Фила Колсона в мультсериале «Великий Человек-паук», где он появляется в качестве агента «Щ.И.Т.» и директором школы Питера Паркера. Он появляется в первом и втором сезонах.[74][75]
- Колсон появляется в первом эпизоде аниме «Мстители: Дисковые войны[англ.]», в котором он показывает объекты «Щ.И.Т.», в том числе тюрьму для суперзлодеев.

### Комиксы

#### «The Avengers: Earth’s Mightiest Heroes»
Комикс-продолжение мультсериала «Мстители: Величайшие герои Земли» рассказывается с точки зрения Колсона, несмотря на то, что он не появлялся в оригинальном шоу.

#### The Avengers: Earth’s Mightiest Heroes
В 2014 году Ultimate-версия Фила Колсона дебютировала в серии «Ultimate FF» в качестве бывшего агента «Щ.И.Т.», ставшего директором Future Foundation.

#### «Marvel 1602»
В ноябре 2015 года версия Колсона 17-го века появилась в серии «1602: Witch Hunter Angela».

#### «Spidey»
Фил Колсон появляется в комиксе «Spidey».

### Видеоигры
- Фил Колсон появляется в качестве игрового персонажа в «Marvel Super Hero Squad Online», где его озвучивает Томом Кенни.
- Фил Колсон появляется в качестве неигрового персонажа в «Marvel Heroes», где Кларк Грегг вернулся к своей роли.
- Фил Колсон появляется в качестве неигрового персонажа в «Marvel: Avengers Alliance[англ.]», «Alliance 2» и «Alliance Tactics».
- Фил Колсон появляется в «Lego Marvel Super Heroes», где Кларк Грегг вернулся к своей роли. Его персонаж становится игровым после завершения побочной миссии, в которой он наблюдает за общественными работами Доктора Осьминога, исправляя офисы «The Daily Bugle». Его атака — «Ружьё Разрушителя», которое он использовал против Локи в «Мстителях».[77]
- Фил Колсон появляется в качестве игрового персонажа в «Marvel: Future Fight».
- Фил Колсон появляется в «Lego Marvel’s Avengers», где его вновь озвучивает Кларк Грегг.
- Фил Колсон появляется в качестве игрового персонажа в «Marvel Avengers Academy», где его озвучивает Билли Камец.[78]
- Фил Колсон появляется в качестве игрового персонажа в мобильной игре «Marvel Puzzle Quest».[79]